# Balam
Pour les articles homonymes, voir Balan.

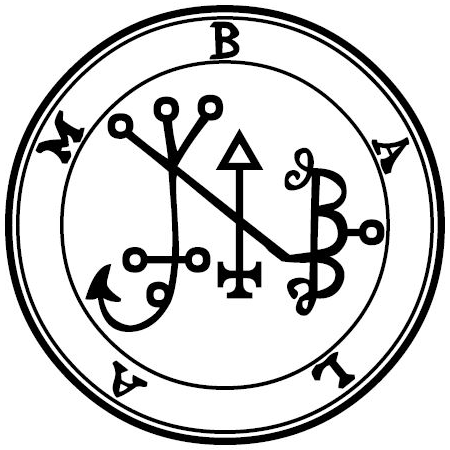
Le sceau de Balam selon Mathers.

Balam ou Balan est un démon issu des croyances de la goétie, science occulte de l'invocation d'entités démoniaques. Son nom est peut-être inspiré de celui du prophète juif Balaam.
Le Lemegeton le mentionne en 51e position de sa liste de démons. Selon l'ouvrage, Balam est un puissant et terrible roi des enfers. Il est représenté à cheval sur un ours,  avec trois têtes (taureau, homme et bélier), une queue de serpent, des yeux qui jettent des flammes et un épervier au poing. Sa voix est rauque. Il répond à toutes les questions concernant le passé, le présent et l'avenir. Ce démon enseigne les ruses, les finesses, et le moyen d'être invisible. Il commande à 40 légions.
La Pseudomonarchia Daemonum le mentionne en 63e position de sa liste de démons et lui attribue des caractéristiques similaires.